# Ångermanland
Ångermanland(Angermannia) là một trong những tỉnh truyền thống của Thụy Điển (landskap), nằm giữa Vịnh Bothnia về phía đông, Medelpad và Jämtland về phía nam và phía tây, cùng với Lappland và Västerbotten về phía bắc. Đây là một trong những vùng đất truyền thống đặc trưng của Norrland (qv), nổi tiếng với những khu rừng rộng lớn và các con sông quan trọng như sông Fax và Angerman.
Những phát hiện khảo cổ học chứng minh rằng Ångermanland đã có sự sinh sống từ thời kỳ đồ đá. Trong thời Trung cổ, các khu định cư xuất hiện dọc theo bờ biển và trong các thung lũng sông, nơi mà người dân lựa chọn làm nông nghiệp, săn bắn và đánh cá. Việc khai thác sắt trở nên quan trọng từ thế kỷ 17 đến cuối thế kỷ 19. Lĩnh vực lâm nghiệp phát triển mạnh mẽ trong suốt thế kỷ 19, đặc biệt là sau năm 1850. Các thị trấn lớn nổi tiếng như Härnösand (qv), Sollefteå và Örnsköldsvik.
Cũng giống như các tỉnh của Thuỵ Điển hiện nay không còn chức năng hành chính. 
Ångermanland là tỉnh lớn thứ sáu của Thụy Điển với diện tích khoảng 19.500 km ², bằng kích thước của xứ Wales. Một vòng 1.000 km ² bao gồm nước.
Phần phía tây của Ångermanland được đặc trưng bởi các dòng chảy của các sông Ångerman. Mặc dù đất đai ở Ångermanland nói chung là quá cằn cỗi để có thể trồng trọt, khu vực xung quanh các con sông và sông Ångerman lại có các cánh đồng canh tác.
Đường ven biển giống như quần đảo với một vành đai vịnh, trong đó các sông Ångerman cũng có cửa đổ vào.
Thành phố lớn nhất hiện nay là Örnsköldsvik, nằm ven biển. Nó có độ 25.000 cư dân nội thị, đô thị lớn tiếp theo là Härnösand với 18.000 dân.